# Ісайкино
Іса́йкино (рос. Исайкино) — село у складі Абдулинського міського округу Оренбурзької області, Росія.

## Населення
Населення — 243 особи (2010; 327 у 2002).
Національний склад (станом на 2002 рік):
- чуваші — 80 %